# بيتر مون (دبلوماسي)
السير بيتر جيميس سكوت مون
(بالإنجليزية: Sir Peter James Scott Moon) (1 أبريل 1928 – 10 يوليو1991) دبلوماسي بريطاني، عمل في وزارة الخارجية البريطانية.

## مسيرته المهنية
تعلم بيتر جيمس سكوت مون  في مدرسة أبينغهام وكلية ورسستر. والتحق بوزارة الداخلية في عام 1952، لكنه انتقل إلى مكتب علاقات الكومنولث في عام 1954، إذ خدم في جنوب إفريقيا وسيلان، وعمل سكرتيرًا خاصًا لوزير الدولة لعلاقات الكومنولث. ثم عمل في الخدمة الدبلوماسية لجلالة الملكة وعمل في بعثة المملكة المتحدة لدى الأمم المتحدة في مدينة نيويورك 1965-1969، وفي وزارة الخارجية والكومنولث 1969-1970، وعمل سكرتيرًا خاصًا للشؤون الخارجية لرئيس الوزراء 1970-1972، وفي طاقم العمل الدولي في حلف شمال الأطلسي في بروكسل 1972-1975. وأصبح المفوض السامي (الكومنولث) في تنزانيا في الفترة من 1978 إلى 1982 بعد عمله في القاهرة من 1975 إلى 1978 وعمل سفيرًا غير مقيم في مدغشقر 1978-1979)، والمفوض السامي في سنغافورة 1982-1985،  وسفيرًا لدى الكويت 1985–87.
نال بيتر رتبة صاحب وسام القديس ميخائيل والقديس جرجس في تكريمات العام الجديد لعام 1979 وحصل على رتبة فارس وسام الملكي الفيكتوري في نفس العام.